# Letheobia episcopus
Letheobia episcopus är en ormart som beskrevs av Franzen och Wallach 2002. Letheobia episcopus ingår i släktet Letheobia och familjen maskormar. Inga underarter finns listade i Catalogue of Life.
Denna orm förekommer i södra Turkiet vid floden Eufrat nära gränsen till Syrien. Utbredningsområdet ligger cirka 500 meter över havet. Arten vistas i torra regioner med gräs och öppna trädansamlingar. Individerna lever främst underjordisk. Honor lägger ägg.
I området ska en dammbyggnad uppföras. Populationens storlek är okänd. IUCN listar arten med kunskapsbrist (DD).